# Виторовић (презиме)
Виторовић је српско презиме које је најраспрострањеније у Чајетини и Новој Вароши.
По Љ. Мићићу и његовој монографији "Златибор", Виторовићи су се у Златиборски крај населили пре 300 година из Матаруга код Пљеваља.
Највише их има у Доњој Белој Реци код Нове Вароши.

## Познате особе
- Александар Виторовић, књижевник и новинар
- Драгомир Виторовић, хемичар и професор
- Николас Виторовић, фудбалер